# Hushan Zhen (köping i Kina)
Hushan Zhen (kinesiska: 虎山镇, 虎山) är en köping i Kina. Den ligger i provinsen Liaoning, i den nordöstra delen av landet, omkring 190 kilometer sydost om provinshuvudstaden Shenyang. Antalet invånare är 11238. Befolkningen består av 5 501 kvinnor och 5 737 män. Barn under 15 år utgör 12,0 %, vuxna 15-64 år 76 %, och äldre över 65 år 11,0 %.
Genomsnittlig årsnederbörd är 1 486 millimeter. Den regnigaste månaden är juli, med i genomsnitt 585 mm nederbörd, och den torraste är januari, med 12 mm nederbörd.